# تیراندازی (فیلم)
تیراندازی (انگلیسی: The Shooting) یک فیلم کالت در ژانر وسترن اسیدی به کارگردانی مونتی هلمن محصول سال ۱۹۶۶ است. از بازیگران آن می‌توان به وارن اوتس، ملی پرکینس و جک نیکلسون اشاره کرد.
جاناتان رزنبام این فیلم را اولین وسترن اسیدی و منبع الهامی برای مرد مرده جیم جارموش دانسته‌است.